# Либан на Светском првенству у атлетици у дворани 2014.
Либан је дванаести пут учествовао на Светском првенству у атлетици у дворани 2014. одржаном у Сопоту од 7. до 9. марта. Репрезентацију Либана представљала је једна атлетичарка, која се такмичила у трци на 60 метара.,
На овом првенству Либан није освојио ниједну медаљу али је њихова такмичарка оборила лични рекорд.

## Учесници
Жене:
- Азиза Сбаити — 60 м

## Резултати

### Жене
| Атлетичарка  | Дисциплина | Лични рекорд | Квалификација | Квалификација | Полуфинале            | Полуфинале            | Финале                | Финале  | Детаљи |
| Атлетичарка  | Дисциплина | Лични рекорд | Резултат      | Место         | Резултат              | Место                 | Резултат              | Место   | Детаљи |
| ------------ | ---------- | ------------ | ------------- | ------------- | --------------------- | --------------------- | --------------------- | ------- | ------ |
| Азиза Сбаити | 60 м       | 7,92         | 7,82 ЛР       | 6. у гр. 6    | Није се квалификовала | Није се квалификовала | Није се квалификовала | 35 / 43 |        |